# 시에르
시에르(프랑스어: Sierre)는 스위스 발레주의 시에르구의 주도이다. 인구는 16,332명이다. 시에르는 1년 평균 300일 동안 태양의 도시라는 별명을 가지고 있다.
마을에서 몇 킬로미터 떨어진 포레 드 핑주(forêt de Finges)에 위치한 프랑스어-독일어 국경이 있는 발레의 마지막 공식 프랑스어 도시이다. 독일어를 사용하는 소수 민족은 인구의 약 8%를 차지하는 시에르에 살고 있다.

## 역사

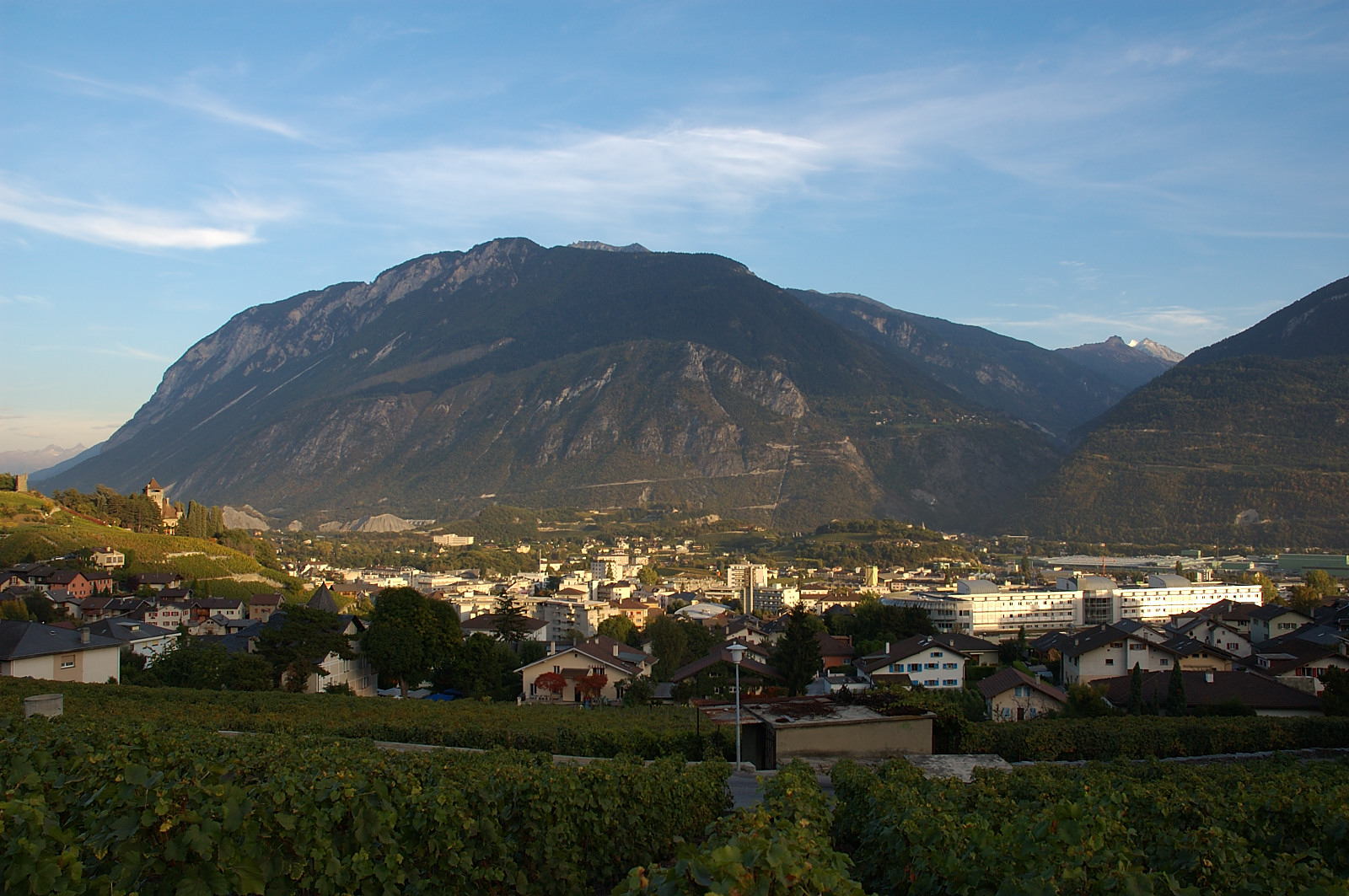
시에르의 파노라마 광경

12세기 문서에서는 마을이 515년에 설립되었다고 언급하지만, 800년경에 Sidrium가 처음으로 언급되었다. 1179년에는 Sirro로, 1393년에는 Syder로 언급되었다.

### 선사시대
현대 도시 주변 지역, 특히 게룬덴 언덕은 매우 일찍 정착했다. 게룬덴 언덕의 고고학 유적지는 신석기 시대 물건과 무덤 제품(광택이 나는 돌 도끼 포함), 청동기 시대 무기와 장신구, 초기 철기 시대 물건과 로마 시대 비문, 항아리, 보석 및 동전을 생산했다. 중세 초기의 동석 항아리와 6세기의 그라이파리우스(Graifarius)라는 이름의 금인장 반지도 발견되었다.
인근 언덕과 생지니에 예배당, 샤토 드 빌라, 샹테-크루아, 그랑-프레, 뮈라, 글라레 및 베르누네 교회 근처의 다른 사이트에서는 청동기 시대에서 카롤루스 왕조에 이르는 무덤을 포기했다. 그랑프레에는 후기 철기 시대(기원전 5~6세기) 초기부터 화덕이 있다.
로마 시대에는 주요 인구 중심지가 없었고, 오히려 상류층 주거지가 흩어져 있는 여러 그룹이 있었던 것으로 보인다. 생지니에 예배당 아래에서 로마 시대의 집이나 사유지의 유적이 발견되었다. 초기 제국 시대 동안, 시비타스 발렌시움의 시장(두움비르)이 시에르에 살았다. 제국 말기에는 비넬리아 모데스티나의 원로원 의원의 가족도 이 지역에 살았다.
성 펠릭스 예배당은 게룬덴 언덕에 5세기 또는 6세기 초에 지어졌다.

### 중세와 근세의 발전
515년에 시에르의 영지는 부르고뉴 지기스문트의 왕이 영지로 유지하기 위해 생모리스 수도원에 양도했다. 11세기까지 시에르 영지는 시옹 주교의 소유였다. 귀족 가문과 영지의 주민들은 게룬덴, 뷰-시에르 및 플란체테 언덕에 살았다. 이 언덕들 각각에는 주교 대표들의 거주지이자 주민들의 피난처 역할을 하는 성이 있었다. 성은 14세기 중반에 고귀한 가족들이 주교와 함께 발레 상류의 첸덴 및 사보이 백작과의 전쟁에서 파괴되었다. 철거된 성과 마을은 버려졌고 대부분의 주민들은 더 북쪽에 있는 플랜 시에르에 정착했다. 14세기의 전쟁에서 살아남은 유일한 성은 시에르 남동쪽에 있는 그랑주 영주의 소유인 구빙성이었다.
시에르의 콩트리는 원래 커먼즈를 관리하는 그룹이었다. 주교의 가신으로서 그들은 공유지의 관리와 지역 경찰의 업무를 규제하기 위해 1년에 두 번 집결할 권리가 있었다. 14세기와 15세기에 이 협동조합은 마을에서 더 많은 일상 업무를 관리하기 시작하고 자신의 판사를 임명할 권리를 획득함에 따라 더 큰 정치적 역할을 채택했다.
결국 이것은 귀족 주거지로 성장하여 나중에 시에르 시가 발전한 시에르 첸덴의 핵심을 형성했다. 플랑-시에르 마을은 곧 귀족 주거지에서 주도적인 역할을 맡게 되었다. 1798년까지 귀족 주거지는 주교 대표의 지도 하에 마을 대표 위원회에 의해 임명되었다. 1559년 플랑-시에르는 빌라, 몽데레슈, 라 살라 및 글라레이의 4분의 1로 분할되었다. 1620년에 시청이 건설되었다.

### 19세기
젠덴의 수도인 시에르는 1798~99년 침공에서 프랑스군과 싸웠다. 1799년에는 프랑스군과 보두아군이 이 도시를 점령했다. 프랑스군은 시에르에 본부를 세웠다.
1839~40년에는 보수적인 상부 발레와 자유주의적인 하부 발레 간의 갈등에서 시에르가 정부의 자리를 지켰다. 1848년 이후, 노블 콩트레 마을은 발레주 헌법에 따라 지자체가 되었다. 시에르의 첸덴은 시에르를 수도로 하는 시에르 지역이 되었다. 새로운 시 집행 위원회는 9명의 위원으로 구성되어 있었고, 일반 위원회(의회)는 60명으로 구성되었다. 처음에는 대부분의 권력이 보수당(지금은 기독민주당)이 차지했다. 1913년에는 자유당, 1945년에는 사회민주당, 2004년에는 녹색당에 합류했다.

### 현대
20세기 초에 시에르는 수력 전기에 대한 접근으로 인해 초기 알루미늄 제련이 가능해짐에 따라 경제적으로 중요해졌다. 오늘날 알루미늄 산업인 노벨리스와 알칸은 치피스와 시에르에서 1,200명의 직원을 고용하고 있다.
2007년에 시에르/크란스-몬타나의 집합체는 특히 관광 및 운송 분야에서 발생하는 일반적인 문제를 해결하기 위해 형성되었다.

## 지리

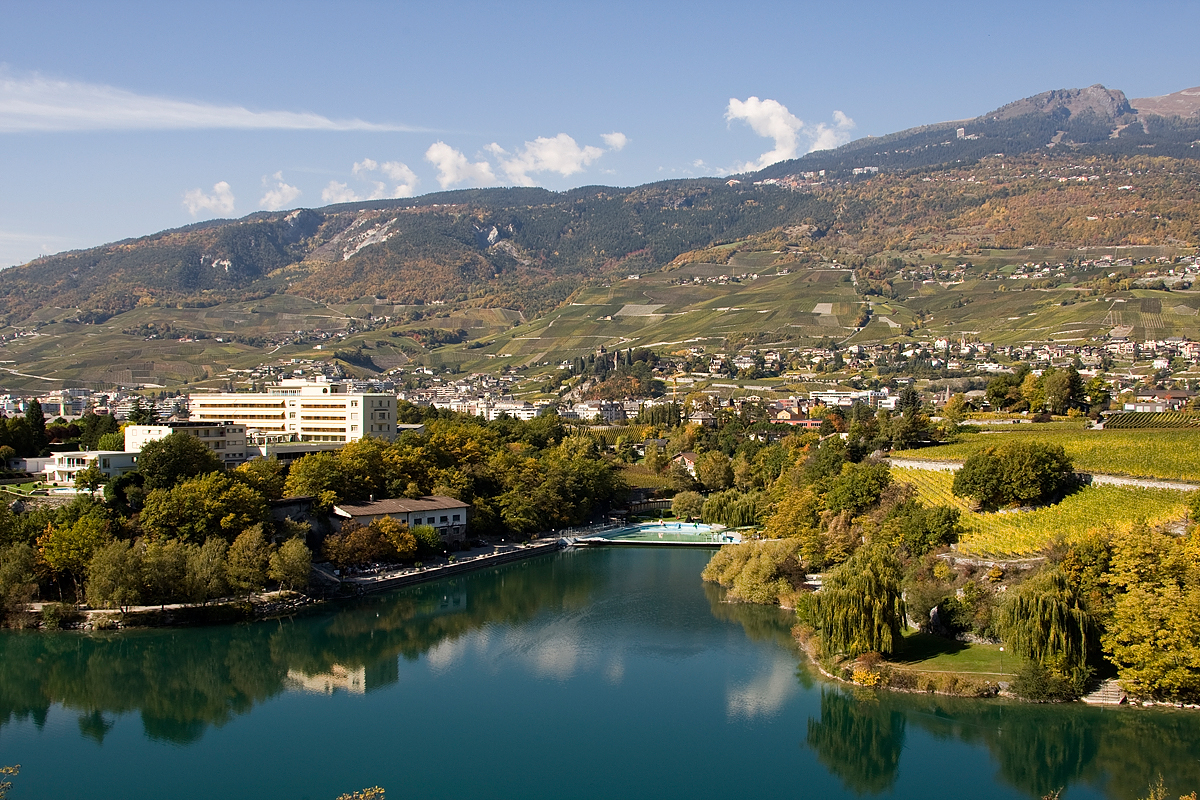
제롱드 호수와 시에르 호수

시에르의 면적은 2009년 기준으로 19.2k㎡이다.이 면적 중 6.61k㎡ (34.5%)가 농업 목적으로 사용되는 반면 4.1k㎡ (21.4%)는 산림이다. 나머지 토지 중 6.6k㎡ (34.4%)가 정착(건물 또는 도로), 1.31k㎡ (6.8%)가 강 또는 호수, 0.6k㎡ (3.1%)는 비생산적인 토지이다.
건축면적 중 공업용 건물이 전체 면적의 5.4%, 주택과 건물이 10.3%, 교통 기반 시설이 10.3%를 차지했다. 전력 및 수자원 기반 시설 및 기타 특별 개발 지역은 면적의 4.0%를 구성하고 공원, 녹지대 및 스포츠 필드는 4.4%를 구성한다. 산림면적 중 18.7%는 산림이 우거져 있고 2.7%는 과수원이나 작은 나무 군락으로 덮여 있다. 농경지 중 6.9%는 작물 재배에 사용되며, 2.5%는 목초지로, 25.1%는 과수원이나 덩굴 작물에 사용된다. 시정촌의 물 중 1.3%는 호수에, 5.5%는 강과 시내에 있다.
시정촌은 시에르 지구의 수도이다. 강 오른쪽 제방의 론 계곡 중앙에 위치하고 있다. 인근의 Raspille 계류는 스위스에서 프랑스어와 독일어를 사용하는 지역을 나누는 경계선으로 간주된다. 시에르, 그랑주, 노에스, 무라즈 마을, Gerunden, Plantzette, Vieux-시에르, Bourg, Glarey, Borzuat, Zervettaz, Villa d'en Bas, d'en Haut, 수 제롱드, 쿠숑, 몽데레슈.
시에르는 Vercorin, Chandolin, St-Luc Vissoie, St-Jean Chandolin, Grimentz, Zinal 및 Ayer의 마을로 구성된 Val d'Anniviers 관광지의 출발점이다. 시에르는 케이블카로 크랑-몬타나와 연결되어 있다.
제롱드 호수는 외곽에 있는 작은 호수이다.
계곡 바닥의 구릉 지형은 북쪽 높이의 골절된 흉터에서 붕괴된 매우 큰 빙하 이후 암석 눈사태에서 비롯된다.

### 기후
시에르는 연평균 87.2일의 비 또는 눈이 내리며, 평균 강수량은 657mm이다. 가장 습한 달은 12월로 이 기간 동안 시에르에는 평균 72mm의 비나 눈이 내린다. 이달의 평균 강수량은 7.9일이다. 강수량이 가장 많은 달은 8월로 평균 8.4일이지만 비 또는 눈의 양은 58mm에 불과하다. 일년 중 가장 건조한 달은 9월로 5.7일 동안 평균 강수량이 37mm이다.

## 인구통계

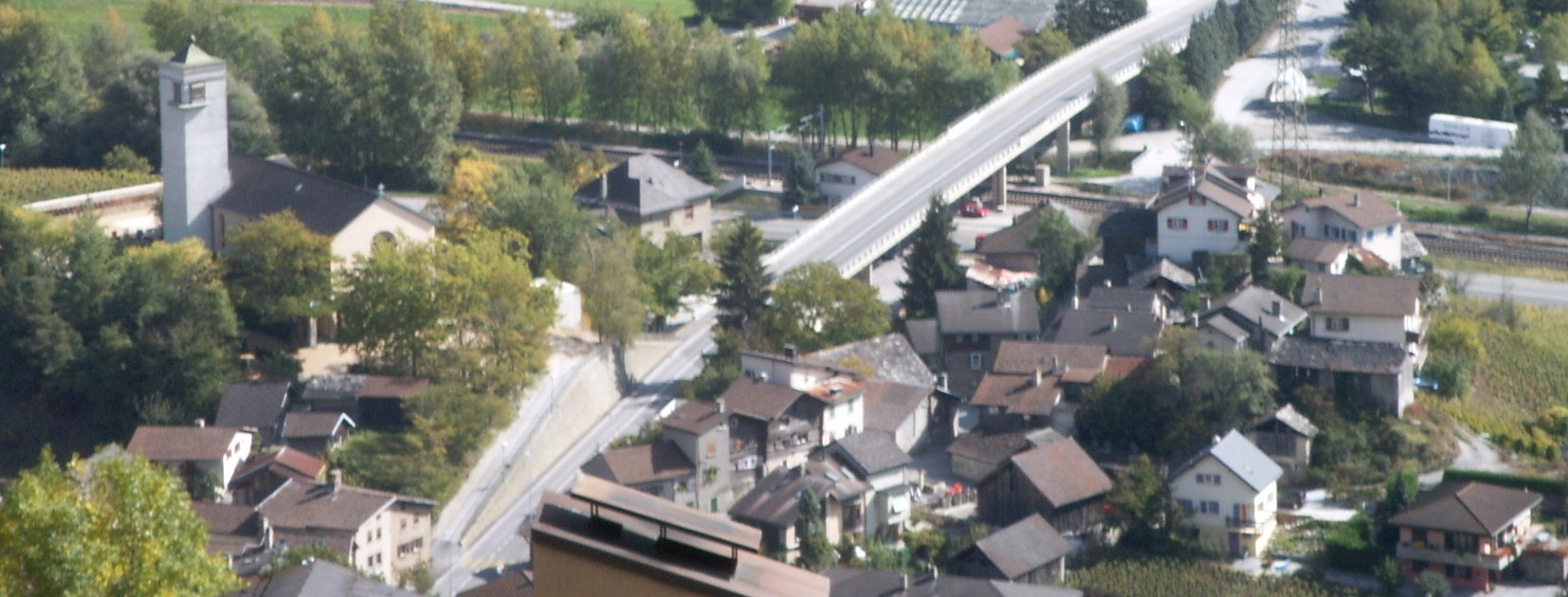
노외스 마을

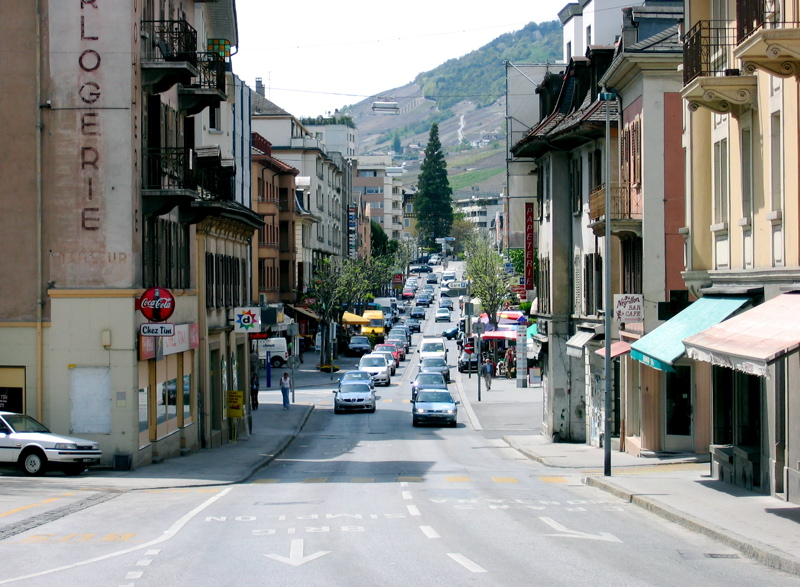
시에르의 귀상 장군 거리

2020년 12월 기준, 시에르의 인구는 16,819명이다. 2008년 기준으로 인구의 27.0%가 거주하는 외국인이다. 지난 10년(2000~2010년) 동안 인구는 12.3%의 비율로 변화했다. 이주로 인해 11.9%의 비율로, 출생 및 사망으로 인해 0%의 비율로 변경되었다.
2000년 기준, 인구 대부분인 10,710명(74.8%)이 프랑스어를 모국어로 사용하고, 독일어가 1,803명(12.6%)으로 두 번째로 많이 사용하고, 이탈리아어가 765명(5.3%)으로 세 번째로 사용된다. 로만슈어를 구사하는 사람은 6명이다.
2008년 기준으로 인구는 남성 48.4%, 여성 51.6%이다. 인구는 5,339명의 스위스 남성(인구의 33.8%)과 2,305명(14.6%)의 비스위스계 남성으로 구성되었다. 스위스 여성은 6,123명(38.8%), 비스위스계 여성은 2,020명(12.8%)이었다. 시정촌 인구 중 5,363명(약 37.5%)이 시에르에서 태어나 2000년에 그곳에 살았다. 같은 주에서 태어난 3,705명(25.9%)이 있었고, 스위스 다른 곳에서 태어난 1,412명(9.9%)이 있었다., 3,273명(22.9%)이 스위스 이외의 지역에서 태어났다.
2000년 기준으로 아동·청소년(0~19세)이 22%, 성인(20~64세)이 61.9%, 노인(64세 이상)이 16.1%를 차지한다.
2000년 기준으로 시정촌에 미혼이거나, 독신인 사람은 5,651명이다. 기혼자는 6,891명, 미망인은 974명, 이혼한 사람은 801명이었다.
2000년 기준으로 시정촌의 개인 가구는 6,016세대로 가구당 평균 2.3명이다. 1인 가구는 2,133가구, 5인 이상 가구는 319가구였다. 2000 년에는 총 5,728가구(전체의 84.1%)가 상설 임대되었으며, 875가구(12.9%)는 계절적 임대, 205가구(3.0%)는 공실이었다. 2009년 기준 신규 주택 건설률은 인구 1,000명당 3.4세대였다. 2010년 시정촌 공실률은 1.15%였다.
역사적 인구는 다음 차트에 나와 있다.

### 종교

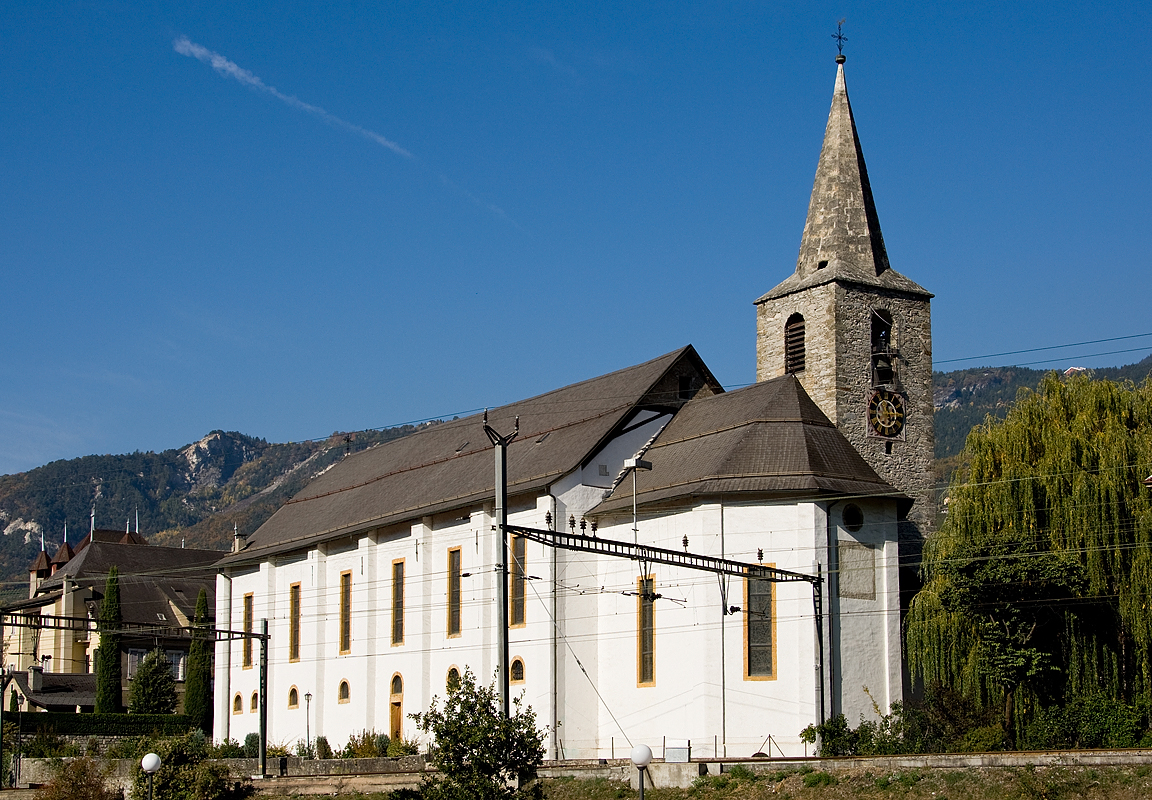
시에르의 성 카트린 교회

2000년 인구 조사에 따르면 11,139명(77.8%)이 로마 가톨릭 신자이고, 715명(5.0%)이 스위스 개혁 교회에 속해 있다. 나머지 인구 중 정교회 교인은 359명(인구의 약 2.51%), 크리스찬 가톨릭 교회 교인은 3명(인구의 약 0.02%), 310명이었다. 다른 기독교 교회에 속한 개인(또는 인구의 약 2.17%). 유대인은 5명(인구의 약 0.03%)이고, 이슬람교는 430명(인구의 약 3.00%)이었다. 불교도 31명, 힌두교 8명, 다른 교회에 속한 25명이 있었다. 636명(4.44%)이 교회에 속하지 않고, 불가지론자 또는 무신론자이며, 805명(인구의 약 5.62%)이 질문에 대답하지 않았다.

## 경제

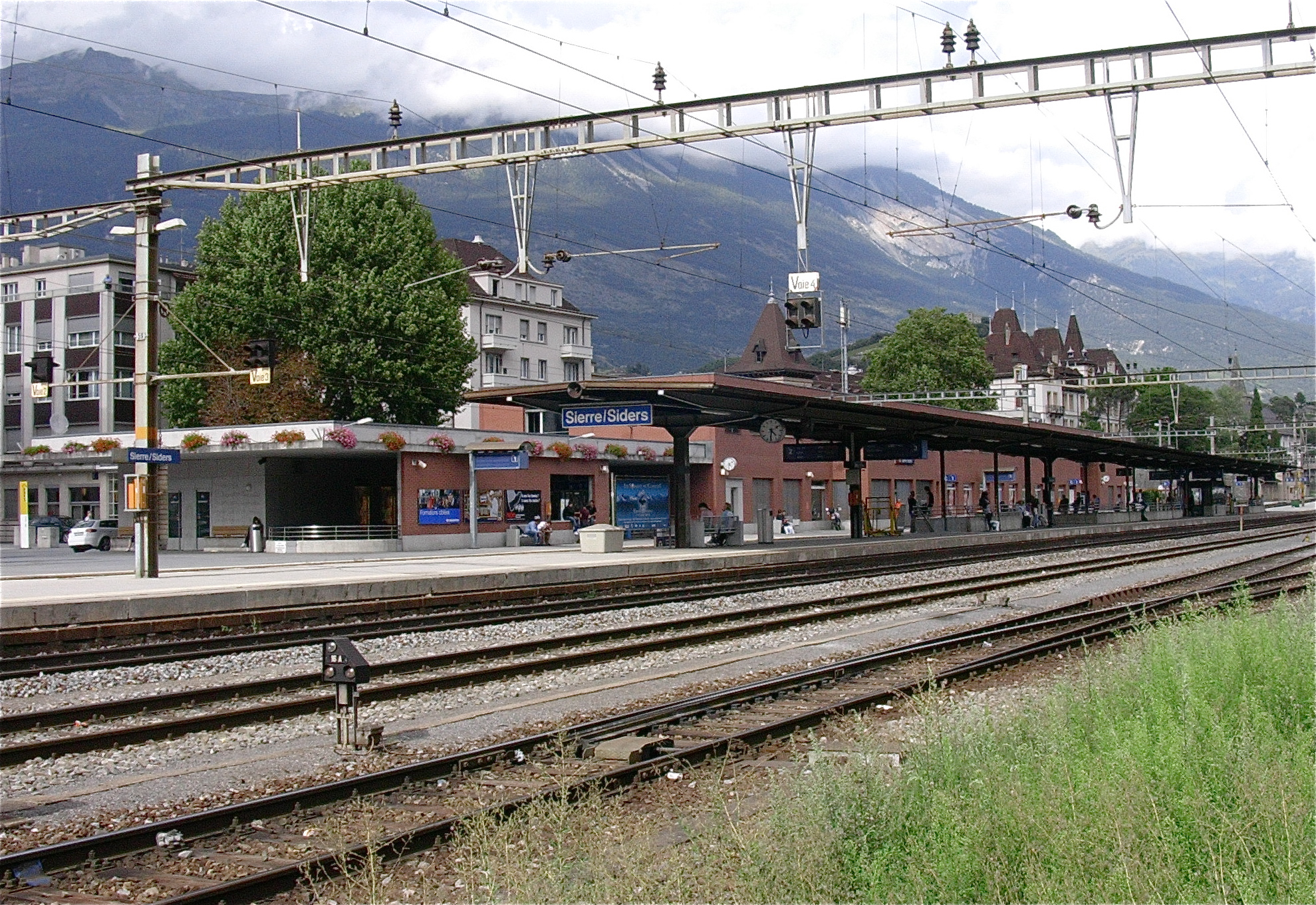
시에르역

2010년 기준으로 시에르의 실업률은 5%였다. 2008년 기준으로 1차 경제 부문에 195명이 고용되어 있으며, 이 부문에 약 62개 기업이 참여하고 있다. 2,654명의 사람들이 2차 부문에 고용되었고 이 부문에 145개의 기업이 있었다. 6,607명이 3차 부문에 고용되었으며, 이 부문에는 729개의 기업이 있다. 시정촌 주민은 6,938명으로 일정 정도 고용되었으며, 그중 여성이 전체 노동력의 43.6%를 차지했다.
2008년에 정규직에 상응하는 총 일자리 수는 7,876개였다. 1차 부문의 일자리 수는 134개였으며, 그중 118개는 농업에, 16개는 임업 또는 목재 생산에 종사했다. 2차 부문의 일자리 수는 2,570개였으며, 그중 제조업이 1,834개(71.4%), 광업이 13개(0.5%), 건설이 584개(22.7%)였다. 3차 부문의 일자리는 5,172개였다. 3차 부문에서 도소매업 1,373명(26.5%), 자동차 수리업 224명(4.3%), 호텔·레스토랑 401명(7.8%), 정보업 255명(4.9%) 등), 104명(2.0%)가 보험 또는 금융 산업, 414명(8.0%)가 기술 전문가 또는 과학자, 300명(5.8%)가 교육, 1,194명(23.1%)가 의료 분야였다.
2000년 기준 자치단체로 출퇴근하는 근로자는 4,257명, 출퇴근자는 2,470명이었다. 지자체는 근로자의 순수입 지자체이며, 1명이 전출할 때마다 약 1.7명의 근로자가 지자체에 전입된다. 근로 인구의 10.4%가 대중교통을 이용하여 출퇴근하고 63%가 자가용을 이용하였다.
시에르는 와인 양조의 오랜 역사를 가지고 있으며, 셰리 스타일의 스위스 와인인 Vin des Glacier를 생산하는 데 사용된 Rèze 포도의 고향이다.

## 교육

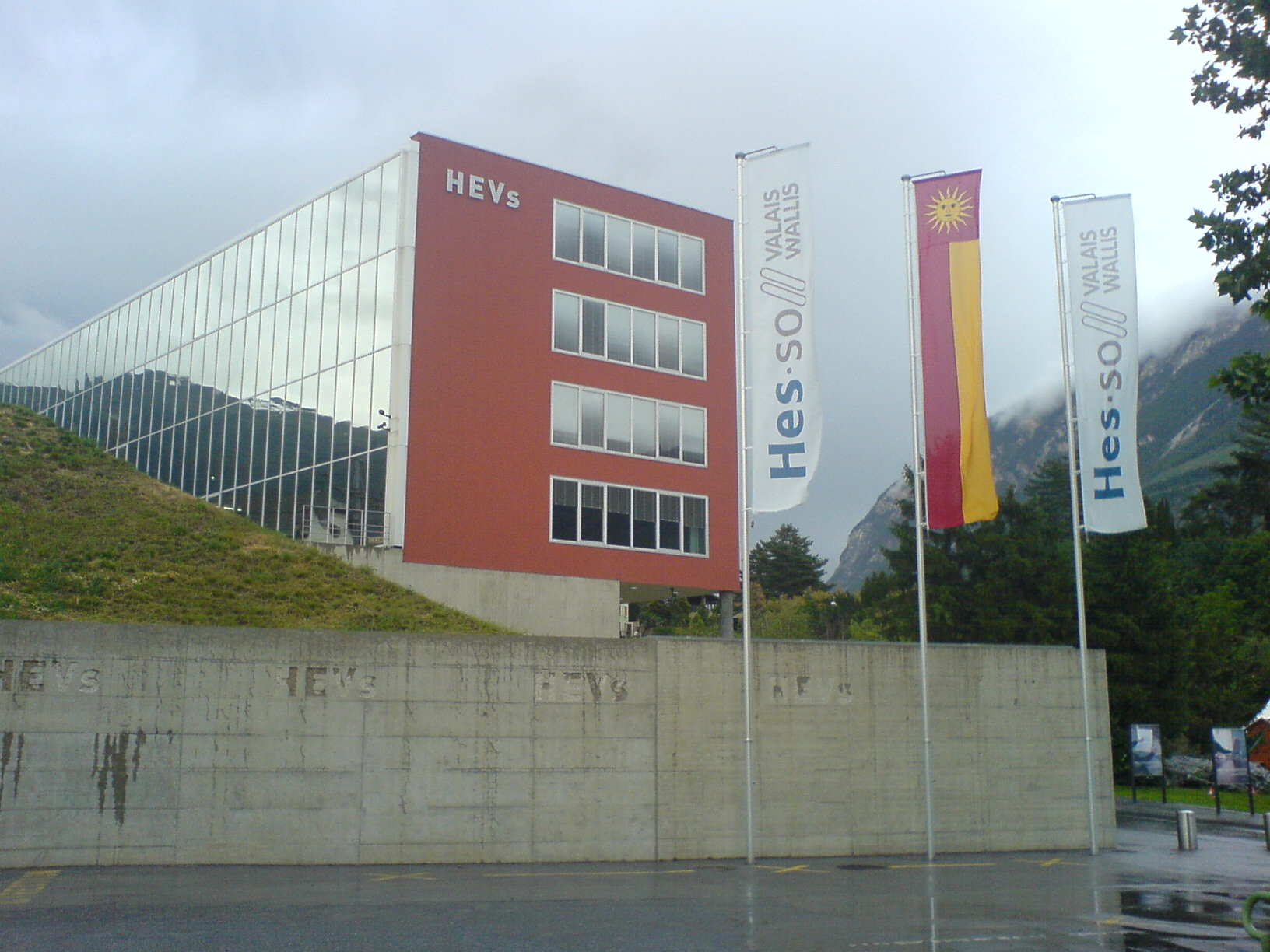
시에르의 HEV 학교

시에르에서는 인구의 약 4,610명(32.2%)이 필수가 아닌 고등교육을 이수했으며, 1,576명(11.0%)이 추가 고등교육( 대학 또는 응용학문대학)을 마쳤다. 고등교육을 마친 1,576명 중 58.1%가 스위스 남성, 28.0%가 스위스 여성, 7.6%가 비스위스계 남성, 6.3%가 비스위스계 여성이었다.
2010-2011학년도 동안 시에르 학교 시스템에는 총 149명의 학생이 있었다. 발레주의 교육 시스템은 어린아이들이 1년 동안 의무가 아닌 유치원에 다닐 수 있도록 허용한다. 해당 학년도에는 2개의 유치원 학급(KG1 또는 KG2)과 31명의 유치원생이 있다. 캔톤의 학교 시스템은 학생들이 초등학교 6년에 다닐 것을 요구한다. 시에르에는 초등학교에 총 8개의 학급과 149명의 학생이 있었다. 중등학교 프로그램은 3년의 낮은 의무 학교 교육(오리엔테이션 수업)과 3~5년의 선택적 고급 학교로 구성된다. 시에르의 모든 중학교와 고등학교 학생들은 이웃 시정촌에 있는 학교에 다닌다.

2000년 기준으로 시에르에는 1,077명의 다른 지방자치단체에서 온 학생이 있었고 517명의 주민은 지자체 이외의 학교에 다녔다.
시에르는 시에르 미디어텍 도서관이 있는 곳이다. 도서관은 (2008년 현재) 65,898권의 책 또는 기타 매체를 보유하고 있으며, 같은 해에 92,412개 항목을 대출했다. 그해에는 주당 평균 26시간씩 총 295일 동안 문을 열었다.

## 국가중요문화재
알루스위스 회사의 발전소 및 건물(Centrale Électrique et Bâtiments Alusuisse)는 국가적으로 중요한 스위스 문화유산으로 등재되어 있다. 시에르 마을 전체와 주변 지역은 스위스 유산 목록의 일부이다.

### 볼거리
시에르에는 지역 와인 박물관(Musée Valaisan de la Vigne et du Vin)과 죽을 때까지 그곳에서 살았으며, 인근 마을인 라론에 묻힌 라이너 마리아 릴케를 기리는 박물관이 있다.

## 스포츠
HC 시에르는 Genève-Servette HC의 계열사로 스위스 아이스하키 2부 리그인 스위스 리그에서 뛰고 있다. 그들은 4,500석 규모의 그라벤 아레나에서 홈 경기를 한다.